# Armstrong Cup
Armstrong Cup – drużynowe rozgrywki szachowe w Irlandii, organizowane przez Leinster Chess Union.

## Charakterystyka
Armstrong Cup jest jednym z najdłużej funkcjonujących drużynowych rozgrywek na świecie. Nazwa pochodzi od fundatora nagrody, Williama Armstronga. Armstrong Cup jest najwyższą ligą Leinster Chess Leagues i składa się z 12 drużyn, z czego dwie najsłabsze spadają do niższej ligi (Heidenfeld Trophy). Zawodnicy muszą być zarejestrowani w Irish Chess Union.

## Zwycięzcy
Źródło: Leinster Chess Union

- 1889: Phoenix Chess Club
- 1890: Clontarf Chess Club
- 1891: Dublin University Chess Club
- 1892: nie wyłoniono
- 1893: Kingstown Chess Club
- 1894: City Chess Club
- 1895: Rathmines Chess Club
- 1896: Dublin University Chess Club
- 1897: Dublin University Chess Club
- 1898: Rathmines Chess Club
- 1899: Blackrock/Booterstown Chess Club
- 1900: Dublin University Chess Club
- 1901: Blackrock/Booterstown Chess Club
- 1902: Blackrock/Booterstown Chess Club
- 1903: Blackrock/Booterstown Chess Club
- 1904: Sackville Chess Club
- 1905: Sackville Chess Club
- 1906: Sackville Chess Club
- 1907: Sackville Chess Club
- 1908: Sackville Chess Club
- 1909: Sackville Chess Club
- 1910: Dublin Chess Club
- 1911: Sackville Chess Club
- 1912: Sackville Chess Club
- 1913: Dublin Chess Club
- 1914: Sackville Chess Club
- 1915: Sackville Chess Club
- 1916–1921: mistrzostw nie rozegrano
- 1922: Dublin Chess Club
- 1923: Dublin Chess Club
- 1924: Dublin Chess Club
- 1925: Dublin Chess Club
- 1926: Sackville Chess Club
- 1927: Dublin Chess Club
- 1928: Dublin Chess Club
- 1929: Sackville Chess Club
- 1930: Dublin Chess Club
- 1931: Dublin Chess Club
- 1932: Sackville Chess Club
- 1933: Dublin Chess Club
- 1934: Dublin Chess Club
- 1935: Dublin Chess Club
- 1936: Blackrock Chess Club
- 1937: Colmcille Chess Club
- 1938: Dublin Chess Club
- 1939: Dublin Chess Club
- 1940: Colmcille Chess Club
- 1941: Dublin Chess Club
- 1942: Sackville Chess Club
- 1943: Colmcille Chess Club
- 1944: Dublin Chess Club
- 1945: Dublin University Chess Club
- 1946: Rathmines Chess Club
- 1947: Dublin Chess Club
- 1948: Dublin Chess Club
- 1949: Sackville Chess Club
- 1950: Dublin Chess Club
- 1951: Sackville Chess Club
- 1952: Dublin Chess Club
- 1953: Clontarf Chess Club
- 1954: Eoghan Ruadh Chess Club
- 1955: Clontarf Chess Club
- 1956: Eoghan Ruadh Chess Club
- 1957: Sackville Chess Club
- 1958: Dublin Chess Club
- 1959: UCD Chess Club
- 1960: Dublin Chess Club
- 1961: Dublin Chess Club
- 1962: Eoghan Ruadh Chess Club
- 1963: Dublin Chess Club
- 1964: Collegians Chess Club
- 1965: Dublin Chess Club
- 1966: Dublin Chess Club
- 1967: Dublin Chess Club
- 1968: Eoghan Ruadh Chess Club
- 1969: Dublin Chess Club
- 1970: Dublin Chess Club
- 1971: Dublin Chess Club
- 1972: Collegians Chess Club
- 1973: UCD Chess Club
- 1974: UCD Chess Club
- 1975: Collegians Chess Club
- 1976: UCD Chess Club
- 1977: UCD Chess Club
- 1978: Rathmines Chess Club
- 1979: Collegians Chess Club
- 1980: UCD Chess Club
- 1981: Dublin Chess Club
- 1982: Raheny Chess Club
- 1983: Raheny Chess Club
- 1984: Kevin Barry Chess Club
- 1985: Dundrum Chess Club
- 1986: Kevin Barry Chess Club
- 1987: Kevin Barry Chess Club
- 1988: Kevin Barry Chess Club
- 1989: Rathmines Chess Club
- 1990: Kevin Barry Chess Club
- 1991: Kevin Barry Chess Club
- 1992: Kevin Barry Chess Club
- 1993: Rathmines Chess Club
- 1994: St Benildus Chess Club
- 1995: Rathfarnham Chess Club
- 1996: Rathmines Chess Club
- 1997: Crumlin Chess Club
- 1998: Crumlin Chess Club
- 1999: Bray Chess Club
- 2000: Bray Chess Club
- 2001: Crumlin Chess Club
- 2002: Phibsboro Chess Club
- 2003: Phibsboro Chess Club
- 2004: Phibsboro Chess Club
- 2005: Phibsboro Chess Club
- 2006: Rathmines Chess Club
- 2007: Rathmines Chess Club
- 2008: Phibsboro Chess Club
- 2009: Phibsboro Chess Club
- 2010: Elm Mount Chess Club
- 2011: Kilkenny Chess Club
- 2012: Rathmines Chess Club
- 2013: Phibsboro Chess Club
- 2014: Dublin University Chess Club
- 2015: Gonzaga College Chess Club
- 2016: Gonzaga Chess Club
- 2017: Gonzaga Chess Club
- 2018: Gonzaga Chess Club
- 2019: Gonzaga Chess Club
- 2020: mistrzostw nie dokończono
- 2021–2022: mistrzostw nie rozegrano
- 2023: Gonzaga Chess Club
- 2024: Dublin Chess Club
- 2025: Knights of Éanna/Rathmines